# Alto del Chijol
Alto del Chijol är en ort i Mexiko.   Den ligger i kommunen Pánuco och delstaten Veracruz, i den sydöstra delen av landet, 300 km norr om huvudstaden Mexico City. Alto del Chijol ligger 34 meter över havet och antalet invånare är 308.
Terrängen runt Alto del Chijol är platt. Runt Alto del Chijol är det ganska glesbefolkat, med 32 invånare per kvadratkilometer. Närmaste större samhälle är Pánuco, 11,8 km nordost om Alto del Chijol. Trakten runt Alto del Chijol består till största delen av jordbruksmark.